# Computació ubiqua
S'entén per computació ubiqua (ubicomp) la integració de la informàtica en l'entorn de la persona, de manera que els ordinadors no es percebin com objectes diferenciats. Aquesta disciplina es coneix en anglès per altres termes com Pervasive computing, calm technology, things that think i everyware. També es denomina intel·ligència ambiental.